# Nova d’Acton Vale
Die Nova d’Acton Vale (englisch Acton Vale Nova) waren eine kanadische Eishockeymannschaft aus Acton Vale, Québec. Das Team spielte von 1996 bis 2001 in der Québec Semi-Pro Hockey League.

## Geschichte
Das Franchise wurde 1996 gegründet und war ein Gründungsmitglied der Québec Semi-Pro Hockey League. In seinen ersten drei Spielzeiten belegte das Team jeweils den ersten Platz nach der regulären Saison, konnte sich in den anschließenden Play-offs um die Coupe Futura jedoch nie durchsetzen. Im Anschluss an die Saison 1999/2000 wurde die Mannschaft in Beaulieu d’Acton Vale umbenannt, ehe sie ein Jahr später verkauft und nach Saint-Hyacinthe umgesiedelt wurde, wo sie anschließend unter dem Namen Cousin de Saint-Hyacinthe in der Liga aktiv war.

## Team-Rekorde

### Karriererekorde
Spiele: 143  Hugues Laliberte
Tore: 118  Hugues Laliberte
Assists: 174  Hugues Laliberte
Punkte: 292  Hugues Laliberte
Strafminuten: 337  Patrick Tessier

## Bekannte Spieler
- Martin Bergeron